# Michel Esneu
Michel Esneu, né le 18 juillet 1943 à Saint-Georges-de-Livoye (Manche), est un professeur et homme politique français. 

## Biographie
Natif du Sud-Manche, il s'installe à Dol-de-Bretagne à la fin des années 1960, où il exerce la profession de professeur puis de directeur de l'école d'agriculture. Conseiller municipal à partir de 1971, il devient le premier adjoint de Jean Hamelin en 1977.
Au décès de ce dernier en décembre 1987, il est élu maire puis conseiller général.
Reconduit lors des cantonales de 1994, il est élu vice-président du conseil général d'Ille-et-Vilaine, succédant à Maurice Drouet. La même année, il devient le premier président de la communauté de communes du Pays de Dol-de-Bretagne et de la Baie du Mont Saint-Michel.
Le 27 septembre 1998, il est élu sénateur d'Ille-et-Vilaine au second tour de scrutin, sous l'étiquette RPR. Parallèlement, il est le suppléant du député René Couanau de 1988 à 2002.
Il ne se représente pas lors des élections municipales de mars 2008, ni aux élections sénatoriales de septembre 2008.

## Détail des fonctions et des mandats
Mandat parlementaire
- 1998 - 2008 : sénateur d'Ille-et-Vilaine

Mandats locaux
- 1977 - 1988 : premier adjoint au maire de Dol-de-Bretagne
- 1988 - 2008 : maire de Dol-de-Bretagne
- 1988 - 2001 : conseiller général du canton de Dol-de-Bretagne
- 1994 - 2001 : vice-président du conseil général d'Ille-et-Vilaine
- 1994 - 1999 : président de la communauté de communes du Pays de Dol-de-Bretagne et de la Baie du Mont Saint-Michel